# Jochen Richert

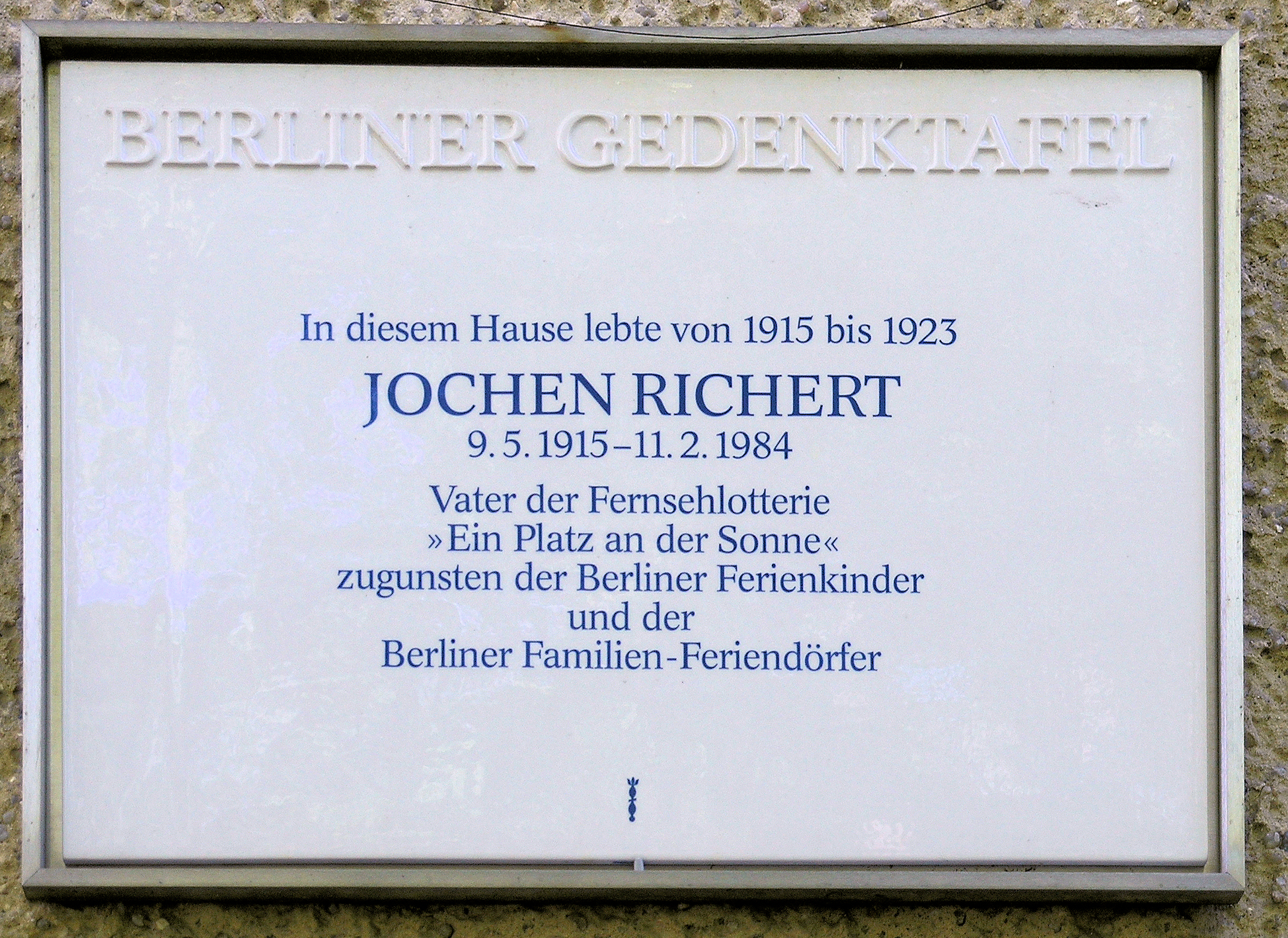
Gedenktafel am Haus Königstraße 29 in Berlin-Zehlendorf

Jochen Richert (* 9. Mai 1915 in Zehlendorf b. Berlin; † 11. Februar 1984 in Hamburg) war ein deutscher Manager. Er gilt als Gründervater der ARD-Fernsehlotterie.

## Leben
Mitte der 1950er Jahre war Richert Pressereferent des Hilfswerks Berlin, dessen Hilfsaktionen er koordinierte. Er erkannte, welche Chancen das noch junge Medium Fernsehen bot, und initiierte die Zusammenarbeit mit dem Ersten Deutschen Fernsehen. Am 28. April 1956 fand die erste Fernsehlotterie unter dem Titel „Ferienplätze für Berliner Kinder“ statt. Richert erfand das Motto „Mit fünf Mark sind Sie dabei!“ und fungierte als Ziehungsleiter. Ihm zu Ehren befindet sich heute eine Gedenktafel in der Königstraße 29 im Berliner Bezirk Steglitz-Zehlendorf.

## Ehrungen
- 1978: Verdienstkreuz 1. Klasse der Bundesrepublik Deutschland[3]